# Gustavus Behne
Gustavus Edward Augustus Behne, auch Gustavus Adolphus Behne oder Gustav Behné (* 1. September 1828 in Werningshausen, Herzogtum Sachsen-Coburg und Gotha; † 1895 in Fürstenfeldbruck, Königreich Bayern), war ein deutschamerikanischer Porträt-, Historien-, Landschafts- und Stilllebenmaler der Düsseldorfer und Münchner Schule.

## Leben
Behne war Sohn des aus Nordhausen gebürtigen Arztes Johann Heinrich Behne (1799–1876) und dessen erster Frau Wilhelmina († 1854). Sein Vater war in Jena, Halle und Würzburg zum Mediziner ausgebildet worden. Als ein Anhänger der Homöopathie des Arztes Samuel Hahnemann praktizierte er dessen Methode in Reading, Pennsylvania, in den Vereinigten Staaten, in die er 1840 bzw. 1843 mit seiner Familie ohne Erlaubnis der preußischen Behörden ausgewandert war.
In Philadelphia war Behne vermutlich bereits Schüler des Porträtmalers Thomas Sully gewesen, ehe er ab Oktober 1848 an der Kunstakademie Düsseldorf studierte. Dort besuchte er die 2. Klasse (Antikensaal und Malklasse) unter Karl Ferdinand Sohn, anschließend die Malklasse von Theodor Hildebrandt. Als die Behörden in Düsseldorf im Juli oder August 1849 versuchten, Behne zum preußischen Militärdienst einzuziehen, verweigerte er sich mit der Begründung, dass er US-Bürger sei, und verließ das Königreich Preußen, nachdem er den Hinweis erhalten hatte, dass er von der Polizei gesucht werde. 1850 kehrte er für einige Zeit wieder in die Vereinigten Staaten zurück. Im September 1851 reiste er erneut nach Europa, wo er sich seit November 1851 für mehrere Monate in Brüssel aufhielt und von dort als US-Bürger eine Einreise nach Preußen begehrte, um sein Malereistudium fortzusetzen. Die Angelegenheit, die seit Oktober 1849 Gegenstand einer diplomatischen Korrespondenz zwischen dem preußischen Außenministerium in Berlin und der dortigen Gesandtschaft der Vereinigten Staaten war, endete im Juni 1852 damit, dass Berlin auf Behnes preußischer Staatsangehörigkeit und entsprechender militärischer Dienstpflicht bestand. Da Behne somit nicht ins preußische Düsseldorf zurückkehren konnte, ohne dem Militärdienst unterworfen zu werden, schrieb er sich am 20. November 1852 als „Gustav Behné“ an der Königlichen Akademie der Bildenden Künste München im Fach Malerei ein.
1856 heiratete Behne Julia Mayer Keim (1829–1915) aus Reading, Tochter des demokratischen Politikers George May Keim und Cousine des republikanischen Politikers William High Keim. Sie war eine musik-, geschichts-, sprachen- und literaturinteressierte Frau, die eine höhere Bildung an der Reading Academy und durch Privatunterricht in Philadelphia erhalten hatte. Mit ihr zog er 1857 nach Texas, wo Angehörige seiner Frau lebten. 1861 wohnten sie in Galveston, Texas. In dieser Zeit wirkte er vor allem als Porträtmaler. Beispielsweise erhielt er 1861 den staatlichen Auftrag, den ersten Präsidenten der ehemaligen Republik Texas, Sam Houston, zu porträtieren. Außerdem zeichnete er Porträts für eine örtliche Zeitung. Später porträtierte er den ersten Gouverneur von Kalifornien, Peter Burnett. Während des Sezessionskriegs zogen Behne und seine Frau nach Havanna, Kuba, um dem Krieg zu entgehen.
Nach dem Krieg gingen sie nach München, wo sie bis 1874 blieben. Dann kehrten sie nach Reading zurück. Um 1876 stürzte Behne während eines Aufenthalts in Bar Harbor, Maine, bei der Auftragsarbeit für ein Marinegemälde von einem Felsen und zog sich bei diesem Sturz schwere, bleibende Rückenverletzungen zu, die ihn in seiner Arbeit als Maler fortan wesentlich einschränkten. Daraufhin zog das Paar wieder nach Deutschland, wo es bis zum Tode Behnes in Fürstenfeldbruck bei München wohnte. Ob Behne mit Gustav Behn identisch ist, wird gelegentlich vermutet, ist jedoch ungewiss.